# Edgar Dacqué
Edgar Dacqué (8. července 1878 Neustadt an der Hardt – 14. září 1945 Mnichov) byl německý paleontolog, zabývající se též filozofií přírody.
Vystudoval v Mnichově paleontologii a geologii a později tamtéž jako profesor paleontologie působil. Rozpracoval evoluční teorii Charlese Darwina z metafyzického hlediska. Na rozdíl od většiny soudobých teorií Dacqué odvozoval veškerý život od člověka jako prapůvodní formy a je považován za představitele involucionismu. Toto jeho pojetí se však ve vědě nesetkalo s uznáním.

## Dílo
- Urwelt, Sage und Menschheit (1925)
- Natur und Seele (1927)
- Natur und Erlösung (1933)
- Das verlorene Paradies (1938)
- Aus den Tiefen der Natur (1944)